# El Juí del Moro
El Juí del Moro és una muntanya de 84 metres que es troba al municipi de Vilanova i la Geltrú, a la comarca del Garraf.
El topònim és la denominació popular de l'Aixut del Moro o l'Aljub del Moro, una cisterna que hi havia a la zona i que ja es troba documentada cap a 1537. Cap a 1725 es comença a documentar la deformació del nom popular per l'actual nom. A la seva falda es va construir la urbanització Santa Maria, compartida per Vilanova i la Geltrú i Cubelles.

## Llegenda del Juí del Moro
Una llegenda, recollida per Teodor Creus i Corominas, explica que en aquest cim foren penjats una parella d'enamorats en temps dels sarraïns. El xeic Bilal Al-Malik, que senyorejava un castell alçat sobre un turó entre la Quadra d'Enveja i Cubelles, disposava d'una bella i jove esclava cristiana anomenada Riquilma que es va enamorar d'un jove esclau. Els dos planejaren fugir en barca a Barcelona, d'on ella era originària. Traïts per una majordoma del xeic, van ser capturats quan emprenien la fugida. Quan el musulmà es disposava a jutjar-los, l'avenç de les tropes del Comte de Barcelona, que ja havien conquerit els castells de Rocacrespa, Miralpeix i la Geltrú, l'obligaren a fugir. Abans, però, ordenà que pengessin els enamorats.